# وزارة السعادة القصوى
وزارة السعادة القصوى (بالإنجليزية: The Ministry of Utmost Happiness)‏ هي الرواية الثانية للكاتبة الهندية أرونداتي روي، التي نشرت في عام 2017 بعد عشرين عامًا من ظهورها الأول في نشر إله الأشياء الصغيرة والذي تمت ترجمته إلى 50 لغة، بما في ذلك الأردية والهندية.

## القصة
تنسج الرواية قصصًا لأشخاص يجوبون بعضًا من أحلك الأحداث وأكثرها عنفًا في التاريخ الهندي الحديث، بدءًا من الإصلاح الزراعي الذي حرم المزارعين الفقراء إلى حرق قطار جودرا عام 2002 وتمرد كشمير. تدير شخصيات روي سلسلة من المجتمع الهندي وتشمل امرأة ثنائية الجنس، ومهندس متمرد، ومالكها المشرف على جهاز المخابرات. يمتد السرد عبر عقود ومواقع، ولكن يتم في المقام الأول في دلهي وكشمير.

## الجوائز
- القائمة المختصرة للجائزة الأدبية الهندوسية 2017 [3]
- القائمة الطويلة لجائزة مان بوكر لعام 2017 [4]
- الفائز بالجائزة الوطنية لدائرة نقاد الكتاب 2018 [5]